# Gustaf von Rosen (1849–1922)
Gustaf Pontus August von Rosen, född 25 december 1849 i Jakob och Johannes församling, Stockholm, död 24 januari 1922 i Klara församling, Stockholm, var en svensk greve, jurist och riksdagsman.

## Biografi
Gustaf von Rosen var hovrättsråd vid Svea hovrätt. I riksdagen var han ledamot av första kammaren 1910–1911, invald i Stockholms stads valkrets. Han anslöt sig i riksdagen till Första kammarens moderata parti. Bland von Rosens övriga uppdrag märktes ordförandeskap i styrelsen för Kungliga teatern, vice ordförandeskap i styrelsen för Skandia och ledamotskap i riddarhusdirektionen samt i Stockholms stadsfullmäktige.
Gustaf von Rosen var gift med Gerda Agda Regina Ofelia Knös (1856–1921), med vilken han fick sonen Claës, officer vid Vendes artilleriregemente.

## Utmärkelser
- Kommendör av andra klassen av Nordstjärneorden, 16 juni 1908.[7]
- Officer av Franska Hederslegionen, senast 1915.[8]